# ガタパーチャ
ガタパーチャ（英語: Gutta Percha、学名: Palaquium gutta）またはグッタペルカノキ、ガタパチャノキ、グッタペルカあるいはグッタペルヒャとは、アカテツ科グッタペルカ属（パラクイム属）の樹木、およびその樹液から得られるゴム状の樹脂である。ガタパーチャとはマレー語で「ゴムの木」の意味。ガッタパーチャとも呼ばれる。熱帯雨林植物で、原産地はスマトラ島、ボルネオ島、マレー半島である。

## 名前
英語名は gutta-percha（ガタパーチャ）で、この呼び名は灰色がかったこの木の乳液をさすマレー語に由来している。「BG Plants 和名－学名インデックス」（YList）によれば、標準和名はグッタペルカノキで、その別名としてガタパチャノキともよばれる。また文献によってはグッタペルカと紹介されている。19世紀後半に世界に変革をもたらした樹木で、その名前は当時の新聞を大いに賑わせた。

## 植物
マレーからソロモン諸島に分布する常緑高木。成長すると樹高30メートル、直径1メートルの巨木になる。熱帯雨林の中で、光を求めて高く真っ直ぐ伸びて、樹冠より下には枝や葉がほとんどない樹形となる。枝の先端に葉が密生する。葉の大きさは8 - 25センチメートルで、表面は滑らかでつやがある緑色、裏側は柔らかい毛が生えていて褐色をしている。花は白く、枝に沿ってまとまって付く。実は3 - 7センチメートル大の卵形で、リスやコウモリが好んで食べる。
この木が昆虫によって傷つけられると、乳液を出して昆虫を飲み込み、傷口を密封して自己修復する。この乳液が日光と空気に触れることで凝固し、変質しにくくて水を通さない、ピンク色がかった物質になる。この乳液は硬化しても脆くならず、ゴムのように伸縮自在ではないが、65 - 70度に加熱すると柔らかくなって容易に成形することができ、冷えると形を保持する。

## 樹脂

ガタパーチャの構造式

通常の天然ゴムは南アメリカ原産のパラゴムノキ（Hevea brasiliensis）の樹液から採れるもので100 % cis（シス）型のポリ-1,4-イソプレン構造をしているが、ガタパーチャは100 % trans（トランス）型のポリ-1,4-イソプレンである。trans型のイソプレンはcis型に比べ分子鎖間にはたらく分子間力が強く、そのため、ガタパーチャから作られるペルカゴムと呼ばれる天然ゴムは、通常の天然ゴムより固く強靭で弾性が低い。色は白色である。
マレーでは古くから利用されていたが、西洋にその存在が知られたのは1842年。空気中では酸化されやすいが水中ではほとんど変質しないという性質と、絶縁性の高さから、1850年代から高分子化合物が利用されるまで海底電線の被覆材となった。ドイツのヴェルナー・フォン・ジーメンスとハルスケは地下ケーブルのために被覆導線を発明したが、原産地のマレー・ボルネオを支配していたイギリスが、栽培、輸入、販売を独占。遂には大西洋横断電信ケーブルを敷き国際通信大国となったイギリスに対抗するため、ドイツと日本は有線とは別に無線通信の研究を始めることとなる（井上照幸『KDD IDC ITJ』（大月書店）参照）。
カメラの外装に使用されることもあり、ライカが外装に革ではなくこの樹脂（合成皮革と言及されることがある）を利用していた。このことから昭和期の日本では素材にかかわらず、カメラ外板に貼られる滑り止め部品（通常は黒色）をガタパシャと呼んでいた。
現在はゴルフボールのカバー（外皮）材が最も大きな用途で、歯科医療の根管充填材、仮封材としても用いられる。
ガタパーチャと同じく100 % trans型のポリ-1,4-イソプレンである天然のゴム類似物質に、南アメリカ原産のアカテツ科の樹木 Mimusops balata から得られるバラタがある。これもゴルフボールのカバー材に使用される。
また、アカテツ科ではないトチュウ（トチュウ科）の樹皮からもガタパーチャと類似した樹脂が採取できる。

## 歴史
原産地の原住民は、何百年も前からグッタペルカを成形して、各種の道具や鉈（なた）の柄を作っていた。1843年にこの地に来たイギリス人の外科医が、何かに利用できないかと考えてこの木のサンプルをロンドンに送ると、夢の素材としてもてはやされ、壊れにくい台所用品、チェスの駒、伝声管、杖の持ち手など、グッタペルカ製品を専門に作る企業が設立されることとなった。このとき、グッタペルカ製のゴルフボール「ガティ」も発明された。それまでの高級ゴルフボールは、革に羽毛を包んで縫い閉じたもので、製作に手間がかかるため高価であったが、成形しやすい「ガティ」は遥かに高性能で安価に製造することができた。これによりゴルフ自体の人気も出て、さらに優れた糸ゴムを巻いたゴルフボールが開発されるまで、半世紀にわたって愛好された。
電信ケーブルにも応用され、グッタペルカが海水に強く、絶縁性に優れた特性から、ロンドンで働いていたドイツ人のヴェルナー・フォン・ジーメンスによって、継ぎ目のない銅線被覆材の製法が発明された。すると、起業家と資本家はそれを好機とみて、試行錯誤の末に信頼性の高い海底ケーブルの製造・敷設技術が確立され、世界中で海底通信ケーブルの敷設が盛んに行われるようになった。
グッタペルカの乳液は、1本の木から数キログラムしか採れないため、ケーブル被覆用の莫大な需要を満たそうと、手っ取り早く乳液を抽出するために数百万本ものグッタペルカの木が切り倒され、やがて多様な樹木からなる熱帯雨林を伐採してプランテーションになった。重要で採取に時間がかかる資源が枯渇しないように、業界では新たな規制を課し、乳液は木を切り倒すことなく葉を収穫して抽出するものとして、幹からの抽出を禁じた。この規制が守られることによって、グッタペルカは長年にわたって国際通信を支え続け、1933年にポリエチレンの工業生産が始まるまで、ケーブル被覆材として活躍し続けた。その後グッタペルカの大規模なプランテーションは失われたが、現在は歯科医が根管充填材として歯の治療に広く利用している。
- 1656年 - イギリスの植物学者ジョン・トラデスカント（英語版）が本国でゴムの木を発表[7]。
- 1843年 - イギリス東インドの医師ウィリアム・モンゴメリー（英語版）が学会（のちのロイヤル・ソサエティ・オブ・アーツ）で素材としてのGP（グッタペルカ）を紹介。ゴルフボールに改革を起こした。
- 1845年 - ロンドンでガタパーチャ社（英語版）が創業。電線の絶縁体として販売された。
- 1846年 - グラスゴーで調帯メーカー「R. and J. Dick」社が創業[8]
- 1849年 - 歯科で歯の詰め物として利用される[7]。
- 1897年 - 「R. and J. Dick」社が代理店山崎商店を通して日本への輸出を開始。東京電燈、東京ガス、日本鉄道、古川鉱業所を始めとする当時の主な工場で使用されていた[9][10]。